# Campeonato Mundial de Halterofilismo de 1975
O Campeonato Mundial de Halterofilismo de 1975 foi a 49ª edição do campeonato organizado pela Federação Internacional de Halterofilismo (FIH) em Moscou, na União Soviética entre 15 a 23 de setembro de 1975. Foram disputadas 9 categorias com a presença de 169 halterofilistas de 33 nacionalidades. Essa edição foi realizada em conjunto com o Campeonato Europeu de Halterofilismo de 1975.

## Medalhistas
| Evento    | Ouro                                 | Ouro     | Prata                                | Prata    | Bronze                               | Bronze   |
| 52 kg     | 52 kg                                | 52 kg    | 52 kg                                | 52 kg    | 52 kg                                | 52 kg    |
| --------- | ------------------------------------ | -------- | ------------------------------------ | -------- | ------------------------------------ | -------- |
| Arranque  | Zygmunt Smalcerz · Polónia           | 105,0 kg | Masatomo Takeuchi · Japão            | 105,0 kg | Lajos Szűcs · Hungria                | 100,0 kg |
| Arremesso | Zygmunt Smalcerz · Polónia           | 132,5 kg | Aleksandr Voronin · União Soviética  | 132,5 kg | Lajos Szűcs · Hungria                | 130,0 kg |
| Total     | Zygmunt Smalcerz · Polónia           | 237,5 kg | Aleksandr Voronin · União Soviética  | 232,5 kg | Lajos Szűcs · Hungria                | 230,0 kg |
| 56 kg     |                                      |          |                                      |          |                                      |          |
| Arranque  | Waldemar Korcz · Polónia             | 112,5 kg | Włodzimierz Jakub · Polónia          | 112,5 kg | Karel Prohl · Tchecoslováquia        | 110,0 kg |
| Arremesso | Atanas Kirov · Bulgária              | 145,0 kg | Karel Prohl · Tchecoslováquia        | 140,0 kg | Waldemar Korcz · Polónia             | 140,0 kg |
| Total     | Atanas Kirov · Bulgária              | 255,0 kg | Waldemar Korcz · Polónia             | 252,5 kg | Karel Prohl · Tchecoslováquia        | 250,0 kg |
| 60 kg     |                                      |          |                                      |          |                                      |          |
| Arranque  | Nikolay Kolesnikov · União Soviética | 125,0 kg | Georgi Todorov · Bulgária            | 125,0 kg | Setsuya Goto · Japão                 | 122,5 kg |
| Arremesso | Georgi Todorov · Bulgária            | 160,0 kg | Takashi Saito · Japão                | 155,0 kg | Antoni Pawlak · Polónia              | 155,0 kg |
| Total     | Georgi Todorov · Bulgária            | 285,0 kg | Nikolay Kolesnikov · União Soviética | 277,5 kg | Antoni Pawlak · Polónia              | 275,0 kg |
| 67,5 kg   |                                      |          |                                      |          |                                      |          |
| Arranque  | Zbigniew Kaczmarek · Polónia         | 137,5 kg | Petro Korol · União Soviética        | 135,0 kg | Mladen Kuchev · Bulgária             | 132,5 kg |
| Arremesso | Petro Korol · União Soviética        | 177,5 kg | Zbigniew Kaczmarek · Polónia         | 175,0 kg | Mukharby Kirzhinov · União Soviética | 172,5 kg |
| Total     | Petro Korol · União Soviética        | 312,5 kg | Zbigniew Kaczmarek · Polónia         | 312,5 kg | Mladen Kuchev · Bulgária             | 302,5 kg |
| 75 kg     |                                      |          |                                      |          |                                      |          |
| Arranque  | Yordan Mitkov · Bulgária             | 150,0 kg | Nedelcho Kolev · Bulgária            | 145,0 kg | Peter Wenzel · Alemanha Oriental     | 145,0 kg |
| Arremesso | Peter Wenzel · Alemanha Oriental     | 190,0 kg | Yordan Mitkov · Bulgária             | 182,5 kg | Nedelcho Kolev · Bulgária            | 180,0 kg |
| Total     | Peter Wenzel · Alemanha Oriental     | 335,0 kg | Yordan Mitkov · Bulgária             | 332,5 kg | Nedelcho Kolev · Bulgária            | 325,0 kg |
| 82,5 kg   |                                      |          |                                      |          |                                      |          |
| Arranque  | Valery Shary · União Soviética       | 162,5 kg | Trendafil Stoychev · Bulgária        | 162,5 kg | Péter Baczakó · Hungria              | 157,5 kg |
| Arremesso | Rolf Milser · Alemanha Ocidental     | 200,0 kg | Valery Shary · União Soviética       | 195,0 kg | Trendafil Stoychev · Bulgária        | 195,0 kg |
| Total     | Valery Shary · União Soviética       | 357,5 kg | Trendafil Stoychev · Bulgária        | 357,5 kg | Juhani Avellan · Finlândia           | 350,0 kg |
| 90 kg     |                                      |          |                                      |          |                                      |          |
| Arranque  | David Rigert · União Soviética       | 167,5 kg | Michel Broillet · Suíça              | 167,5 kg | Sergey Poltoratsky · União Soviética | 165,0 kg |
| Arremesso | David Rigert · União Soviética       | 210,0 kg | Sergey Poltoratsky · União Soviética | 207,5 kg | Peter Petzold · Alemanha Oriental    | 202,5 kg |
| Total     | David Rigert · União Soviética       | 377,5 kg | Sergey Poltoratsky · União Soviética | 372,5 kg | Peter Petzold · Alemanha Oriental    | 362,5 kg |
| 110 kg    |                                      |          |                                      |          |                                      |          |
| Arranque  | Valentin Hristov · Bulgária          | 180,0 kg | Vasily Mazheikov · União Soviética   | 170,0 kg | Jürgen Ciezki · Alemanha Oriental    | 170,0 kg |
| Arremesso | Valentin Hristov · Bulgária          | 237,5 kg | Vasily Mazheikov · União Soviética   | 220,0 kg | jürgen Ciezki · Alemanha Oriental    | 220,0 kg |
| Total     | Valentin Hristov · Bulgária          | 417,5 kg | Vasily Mazheikov · União Soviética   | 390,0 kg | Jürgen Ciezki · Alemanha Oriental    | 390,0 kg |
| +110 kg   |                                      |          |                                      |          |                                      |          |
| Arranque  | Hristo Plachkov · Bulgária           | 195,0 kg | Vasily Alekseyev · União Soviética   | 187,5 kg | Jürgen Heuser · Alemanha Oriental    | 180,0 kg |
| Arremesso | Gerd Bonk · Alemanha Oriental        | 242,5 kg | Vasily Alekseyev · União Soviética   | 240,0 kg | Jürgen Heuser · Alemanha Oriental    | 232,5 kg |
| Total     | Vasily Alekseyev · União Soviética   | 427,5 kg | Gerd Bonk · Alemanha Oriental        | 422,5 kg | Hristo Plachkov · Bulgária           | 420,0 kg |

- — RECORDE MUNDIAL

## Quadro de medalhas
Quadro de medalhas no total combinado
| Ordem | País              | Medalha de ouro | Medalha de prata | Medalha de bronze | Total |
| ----- | ----------------- | --------------- | ---------------- | ----------------- | ----- |
| 1     | União Soviética   | 4               | 4                | 0                 | 8     |
| 2     | Bulgária          | 3               | 2                | 3                 | 8     |
| 3     | Polónia           | 1               | 2                | 1                 | 4     |
| 4     | Alemanha Oriental | 1               | 1                | 2                 | 4     |
| 5     | Tchecoslováquia   | 0               | 0                | 1                 | 1     |
| 5     | Finlândia         | 0               | 0                | 1                 | 1     |
| 5     | Hungria           | 0               | 0                | 1                 | 1     |
| Total | Total             | 9               | 9                | 9                 | 27    |

Quadro de medalhas nos levantamentos + total combinado
| Ordem | País               | Medalha de ouro | Medalha de prata | Medalha de bronze | Total |
| ----- | ------------------ | --------------- | ---------------- | ----------------- | ----- |
| 1     | União Soviética    | 9               | 12               | 2                 | 23    |
| 2     | Bulgária           | 9               | 6                | 6                 | 21    |
| 3     | Polónia            | 5               | 4                | 3                 | 12    |
| 4     | Alemanha Oriental  | 3               | 1                | 8                 | 12    |
| 5     | Alemanha Ocidental | 1               | 0                | 0                 | 1     |
| 6     | Japão              | 0               | 2                | 1                 | 3     |
| 7     | Tchecoslováquia    | 0               | 1                | 2                 | 3     |
| 8     | Suíça              | 0               | 1                | 0                 | 1     |
| 9     | Hungria            | 0               | 0                | 4                 | 4     |
| 10    | Finlândia          | 0               | 0                | 1                 | 1     |
| Total | Total              | 27              | 27               | 27                | 81    |